# Alexander I av Epirus
Alexander I av Epirus (född cirka 370 f.Kr., död 331 f.Kr.) var Alexander den stores morbror. Detta genom att Alexander I av Epirus var bror till drottning Olympias - Alexander den stores mor. Han erbjöds av staden Taras(Taranto) att bli herre över Italien, och gav sig ut i sitt fälttåg samtidigt som sin systerson. Han fick visserligen Italien, utom Sardinien och Sicilien, men hans rike blev inte ens i närheten så stort som systersonens. Han stupade vid ett bakhåll.